# Mohammed al-Awwad

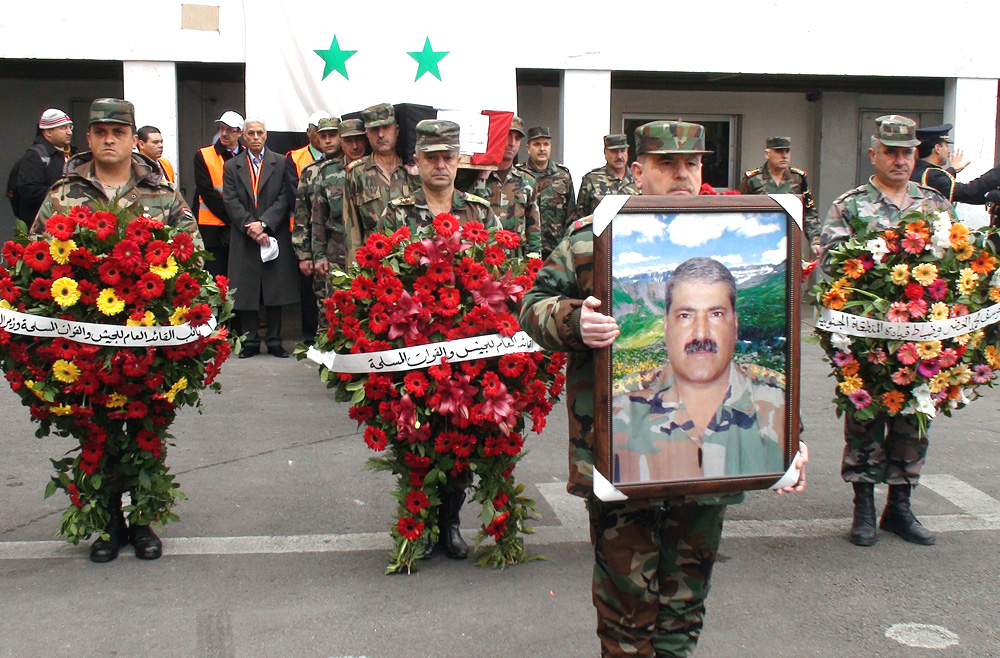
Beerdigungsprozession für Mohammed al-Awwad

Mohammed Abdul-Hamid al-Awwad (arabisch محمد عبد الحميد العواد, DMG ?; † 16. Januar 2012 in Ghuta, Damaskus) war ein syrischer Brigadegeneral, der im Laufe des Bürgerkrieges in Syrien getötet wurde.

## Leben und Tod
Der aus dem Gouvernement Rif Dimaschq stammende Mohammed Abdul-Hamid al-Awwad hielt zum Zeitpunkt seines Todes den Rang eines Brigadegenerals. Am Morgen des 16. Januar 2012 war Mohammed al-Awwad mit einem Fahrer auf dem Weg zu seiner Einheit in den Osten der Region Ghuta, als er in der Region um die Hauptstadt Damaskus von Angreifern durch Schüsse auf sein Auto angegriffen und durch Kopfschüsse ermordet wurde. Beim Anschlag durch vier Angreifer wurde auch sein Fahrer verletzt.